# Knocking at Your Back Door
"Knocking at Your Back Door" es una canción de la banda de hard rock británica Deep Purple, y la primera pista del álbum Perfects Strangers, el cual fue lanzado en septiembre de 1984. La canción fues escrita por Ritchie Blackmore, Ian Gillan y Roger Glover. La pista recibió una gran difusión en el aire en ese momento, reproduciéndose con una gran rotación. Era utilizada por los Seattle SuperSonics en su alineación de entrada durante los juegos en casa.

## Trasfondo
Habla líricamente sobre sexo anal, al utilizar varias insinuaciones sexuales durante toda la canción. Ian Gillan comentó:

Hay un tipo llamado Redbeard, de una estación de radio en Texas. Me llamó por teléfono después de que se había reproducido en todas las estaciones de radio de Estados Unidos y me dijo: "¿Es de lo que creo que se trata?" Y yo dije: "Sí". Y él dijo: "Es asombroso, todas las estaciones de radio en Estados Unidos están poniendo una canción escrita sobre sexo anal y ni siquiera se dan cuenta de lo que está pasando". Y yo estaba como, bueno, no es sexo anal en tu cara, es solo una broma. Simplemente surgió con la letra. No es la gran cosa. Pero es algo humorístico y no pretende ser ofensivo. Y creo que fue sólo una ocurrencia tardía. Ciertamente no fue lo que inspiró la canción.

La canción, lanzada como sencillo de siete pulgadas y sencillo en CD con " Perfect Strangers " en la cara B, en octubre de 1984. En Canadá, la cara B del sencillo fue el instrumental "Son of Alerik", mientras que en Japón, España y Estados Unidos se lanzó una versión con "Wasted Sunsets".
"Knocking at Your Back Door" fue una parte permanente del set en vivo de la banda hasta 1994 y esporádicamente desde entonces. Los álbumes en vivo que incluyen la pista son: Nobody's Perfect (1988), In the Absence of Pink (1991), Come Hell or High Water (DVD, 1994), Live in Europe 1993 (2007) y Live at Montreux 2011 (2011).

## Gráficos
| Año  | Nación      | Gráfico           | Posición |
| ---- | ----------- | ----------------- | -------- |
| 1984 | EE. UU.     | Top Rock Tracks   | 7        |
| 1984 | EE. UU.     | Billboard Hot 100 | 61       |
| 1984 | Reino Unido | Top 75 Singles    | 65       |